# Hamborger Veermaster
De Hamborger Veermaster (Hochdeutsch: Der Hamburger Viermaster) ist ein Shanty auf Plattdeutsch mit englischem Refrain. Der Titel bezieht sich auf den Schiffstyp Viermastbark, einen Segelschiffstyp, der zum Beispiel von der Hamburger Reederei F. Laeisz in Gestalt ihrer legendären Flying P-Liner in der Fahrt um Kap Hoorn eingesetzt wurde.

## Überlieferung
Das Lied ist eine Adaption des englischen Shantys The Banks of Sacramento. Die Melodie stammt von einem Kirchenlied, einem Minstrel (Vers), der Refrain des Textes aus der englischen Ballade Ten Thousand Miles Away. Es handelt sich um einen Capstan-Shanty (auch Gangspill-Shanty), der von der Besatzung während des Heraufhievens der Ankerkette gesungen wurde. Der Gangspill, die handbetriebene zylindrische Ankerwinde auf dem Vorschiff, um die sich die Kette dabei legte, hieß damals auch „Capstan“.
Das Lied wurde zwischen 1934 und 1936 durch das Liederbuch Knurrhahn, eine Sammlung deutscher und englischer Seemannslieder, bekannt. Zudem wurde es in studentische Kommersbücher, beispielsweise im Wingolf des Wingolfsbundes, und in den Liedschatz der Jugendbewegung aufgenommen, danach in zahlreiche Liederbücher und Alben.

## Bekannte Strophen (Auswahl), zweisprachig
Niederdeutscher Text

Ick heff mol en Hamborger Veermaster sehn

  |: To my hooday! :|

De Masten so scheev as den Schipper sien Been

To my hoo day, hoo day, ho – ho – ho – ho!

     Refrain

     |: Blow, boys, blow, for Californio

     There’s plenty of gold

     So I’ve been told

     On the banks of Sacramento :|

Dat Deck weer vun Isen, vull Schiet un vull Smeer

  |: To my hooday! :|

Dat weer de Schietgäng ehr schönstes Pläseer

To my hoo day, hoo day, ho – ho – ho – ho!

De Kombüs weer vull Lüüs, de Kajüt weer vull Schiet

  |: To my hooday! :|

De Beschüten, de leupen vun sülven al wiet

To my hoo day, hoo day, ho – ho – ho – ho!

Dat Soltfleesch weer gröön, un de Speck weer vull Modn

  |: To my hooday! :|

Un Kööm geeft dat ook blots an Wiehnachtsavend

To my hoo day, hoo day, ho – ho – ho – ho!

Un wullt wi mol seiln, ick segg ji dat nur

  |: To my hooday! :|

Denn lööpt he dree vörut un veer wedder retour

To my hoo day, hoo day, ho – ho – ho – ho!

As dat Schipp so weer ok de Kaptein

  |: To my hooday! :|

De Lüüd för dat Schipp weern ok blots schanghait

To my hoo day, hoo day, ho – ho – ho – ho!

Hochdeutsche Übersetzung

Ich hab’ mal ’nen Hamburger Viermaster geseh’n

  |: To my hooday! :|

Die Masten (waren) so krumm wie des Käpt’ns Bein

To my hoo day, hoo day, ho – ho – ho – ho!

     Refrain

     |: Blow, boys, blow, for Californio

     There’s plenty of gold

     So I’ve been told

     On the banks of Sacramento :|

Das Deck war aus Eisen, voll Dreck und voll Schmier

  |: To my hooday! :|

Das war der „Schietgäng“ (Reinigungsmannschaft) ihre schönste Freude

To my hoo day, hoo day, ho – ho – ho – ho!

Die Kombüs’ war voller Läuse, die  Kajüt’ war voll Dreck

  |: To my hooday! :|

Der Schiffszwieback der lief von allein schon weit [weg]

To my hoo day, hoo day, ho – ho – ho – ho!

Das Salzfleisch war [schimmel]grün und der Speck voller Maden

  |: To my hooday! :|

Und Köm gab es auch bloß am Weihnachtsabend

To my hoo day, hoo day, ho – ho – ho – ho!

Und wollten wir mal segeln, ich sag’ euch das nur

  |: To my hooday! :|

Dann lief er drei (Faden) voraus und vier wieder retour

To my hoo day, hoo day, ho – ho – ho – ho!

Und wie das Schiff war auch der Kapitän

  |: To my hooday! :|

Die Leute fürs Schiff war’n auch bloß schanghait

To my hoo day, hoo day, ho – ho – ho – ho!
Anmerkungen:
1. ↑  Alternativer Text:

 „Rein Schipp“ weer dem Käpt'n sin scheunstes Pläseer. („Rein Schiff!“ war dem Alten sein schönstes Pläsier.)

## Melodie
Quelle

## Zur Interpretation
Der „Hamborger Veermaster“ hat einen sozialkritischen Hintergrund. Derlei Texte über Schiff, Kapitän, Ausrüstung und Verpflegung (der Schiffszwieback kann wegen der Brotmaden von selber laufen) zu singen, gehört zu den aus der Ethnologie bekannten Spottbräuchen (joking relationships), und was über diesen Hamburger Großsegler ausgesagt wird, kann auch auf Missstände des eigenen Schiffs bezogen werden.
Ein Bezug zu einem individuellen Schiff lässt sich nicht herstellen. Viermaster wurden von etlichen Hamburger Reedereien ab den achtziger Jahren des neunzehnten Jahrhunderts in der Nitratfahrt betrieben. Der Refrain bezieht sich auf den kalifornischen Gold Rush von 1848/49 und weist auch eine starke Ähnlichkeit zu dem gleichzeitig entstandenen Lied „The Camptown Ladies“ auf.

## Namensübernahmen
Ein Hamburger Restaurant auf der Reeperbahn heißt „Hamborger Veermaster“. Auch existiert die Marke „DTM Hamborger Veermaster“ für einen Virginia-Pfeifentabak.

## Sonstiges
Die Melodie des Eintracht Frankfurt Fangesangs Schwarz-weiß wie Schnee, u. a. bekannt durch Tankard, basiert in weiten Teilen auf der des Hamborger Veermasters.